# Tails (オペレーティングシステム)
Tails (テイルス、The Amnesic Incognito Live System) は、DebianベースのLinuxディストリビューションである。ユーザーのプライバシーと匿名性の保護に特化している。

## 概要
プライバシーと匿名性を保護するため、すべてのトラフィックにTor（localhost、ポート番号TCPの9150）を経由させる。さらに、ハードディスクを使用せずメモリ上だけで動作させることで、暗号化された永続性ストレージを除き、あらゆるデータが消去されるため、開いたウェブサイトやファイルの履歴といった痕跡を残さない。DVDやUSBフラッシュドライブから起動させることが可能である。仮想マシンのゲストとして起動することもできるが、ホストコンピュータによってはプライバシーや匿名性が損なわれる可能性があるため公式は推奨していない。

## 歴史
Tailsの初版は2009年6月23日にリリースされた。DebianベースのLinuxディストリビューションを元に匿名で開発が続けられている。The Tor Projectが金銭的に援助しているほか、Debianプロジェクト、Mozilla、報道の自由財団からの出資も受けている。
ローラ・ポイトラス（ドキュメンタリー作家）、グレン・グリーンウォルド（弁護士、当時ガーディアンに寄稿していたジャーナリスト）、バートン・ゲルマン（ジャーナリスト）は、Tailsが国家安全保障局の内部告発者であるエドワード・スノーデンと共に常用した重要なツールであったと語っている。
リリース3.0現在、Tailsが動作するには64ビットプロセッサを必要とする。

## ソフトウェア
Tailsには以下のようなソフトウェアが収録されている。
- GNOME

### ネットワーク
- Tor
- NetworkManager
- Tor Browser
  - HTTPS Everywhere[9][10]
  - NoScript
  - uBlock Origin
- Mozilla Thunderbird
  - Enigmail
  - TorBirdy[11][12]
- Pidgin
- Liferea
- Aircrack-ng
- Electrum
- OnionShare

### 暗号化とプライバシー
- LUKS
- GNOME Disks
- GnuPG
- KeePassXC
- VeraCrypt

### デスクトップアプリケーション
- LibreOffice
- GIMP
- Inkscape
- Scribus
- Audacity
- Pitivi（英語版）
- Brasero
- Sound Juicer

## Facebookによるハッキング
FacebookがFBIと連携して、Tailsを利用したユーザーを特定する技術を開発していたことが判明した。Facebook上で利用者の複数の少女を脅迫し、性的なコンテンツを作成していた男の捜査のために、Facebook社がサイバーセキュリティ会社（企業の名前は非公開）に数千万円を支払ってTailsへの攻撃ツールの作成を依頼、インストールされている動画プレーヤーへのゼロデイ攻撃を実行するプログラムを仕込んだ動画で男を割り出した。このとき利用された脆弱性は、FacebookがThe Tails Projectに報告する前に修正された。